# Stratone rufotestacea
Stratone rufotestacea là một loài bọ cánh cứng trong họ Cerambycidae.